# سيزار موندر
سيزار موندر هو لاعب كرة قدم كوبي في مركز الهجوم، ولد في 7 يناير 2000 في هافانا في كوبا. لعب مع نادي أونيفرسيداد كاتوليكا.

## وصلات خارجية
- سيزار موندر على موقع قاعدة بيانات كرة القدم.إي يو (الإنجليزية)
- سيزار موندر على موقع Soccerway.com (الإنجليزية)